# Прескриптивне мовознавство
Прескриптивізмом у мовознавстві називається встановлення правил, що визначають бажане використання мови. Ці правила можуть стосуватися таких лінгвістичних аспектів, як правопис, вимова, лексика, синтаксис і семантика. Іноді під впливом лінгвістичного пуризму такі нормативні практики часто припускають, що деякі вживання є неправильними, непослідовними, нелогічними, позбавленими комунікативного ефекту або мають низьку естетичну цінність, навіть у випадках, коли таке вживання є поширенішим, ніж передбачене. Вони також можуть включати судження про соціально правильне та політично коректне використання мови.
Прескриптивний підхід до мови часто протиставляють дескриптивному підходу, що застосовується в академічній лінгвістиці, який досліджує, як мова насправді використовується без будь-яких суджень. Основою лінгвістичних досліджень є аналіз тексту (корпусу) і польові дослідження, обидва з яких є описовими видами діяльності. Опис може також включати спостереження дослідників за власним використанням мови. У східноєвропейській лінгвістичній традиції дисципліна, що займається стандартним культивуванням і приписами мови, відома як «культура мовлення».
Деякі автори визначають «прескриптивізм» як концепцію, згідно з якою певний мовний різновид пропагується як лінгвістично вищий за інші, таким чином визнаючи стандартну мовну ідеологію складовим елементом прескриптивізму або навіть ототожнюючи прескриптивізм із цією системою поглядів. Інші, однак, використовують цей термін щодо будь-яких спроб рекомендувати або вказувати на певний спосіб використання мови (у певному контексті чи регістрі), не маючи на увазі, однак, що ці практики мають передбачати пропагування стандартної мовної ідеології. Згідно з іншим розумінням, прескриптивне ставлення — це підхід до формулювання норм і кодифікації, який передбачає нав'язування деспотичних рішень мовній спільноті, на відміну від ліберальніших підходів, які значною мірою спираються на описові дослідження.
Прескриптивне мовознавство часто наражається на критику через надання переваги мові однієї конкретної місцевості чи соціального класу над іншими, а отже знищення мовного розмаїття. Певні моделі прескриптивної кодифікації критикують за те, що вони виходять далеко за межі простого встановлення норм, тобто просувають санкціоновані мовні норми як єдиний дійсний еталон правильності, а нестандартне вживання таврують як «помилки». Вважається, що такі практики сприяють укоріненню переконання, що некодифіковані форми мови є вроджено неповноцінними, створюючи соціальну стигму та дискримінацію щодо їхніх носіїв. На противагу цьому, сучасні лінгвісти, як правило, вважають, що всі форми мови, включаючи як народні діалекти, так і різні реалізації стандартизованого різновиду, є науково рівними як інструменти спілкування, навіть якщо вони вважаються соціально неприйнятними в певних ситуативних контекстах. Внаслідок ідеології стандартизованої мови також може виникнути переконання, що чітке формальне навчання є необхідною умовою для засвоєння мови. Наслідком стандартної мовної ідеології, нормативної практики може також стати переконання, що чітке формальне навчання є необхідною передумовою для належного володіння рідною мовою, створюючи таким чином масове відчуття мовної невпевненості. Поширення такого мовного ставлення характерне для прескриптивістів у Східній Європі, де нормативістські уявлення про правильність можна зустріти навіть серед професійних лінгвістів.

## Місце в історії лінгвістики
Нормативний підхід до мови панував у всіх лінгвістичних традиціях, причому в європейській традиції норма стала більш жорсткою в Середні століття. Джерелами норми могли бути: 1) авторитетні тексти (грецька і латинська Біблія в європейській традиції, Коран в арабській, «Манйосю» в Японії), 2) граматики (Паніні в індійській лінгвістичній традиції, Присциана в європейській); 3) функціонування сучасної повсякденної мови (якщо її розбіжності з нормою були невеликі) :22—23, Наприклад, елементи прескриптивізму — нормативні правила для французької мови, ⁣ можна знайти в «Граматиці Пора-Рояля»
Відмова від нормативності була притаманна історичному мовознавству, яке досліджувало вивчення історичних змін мов, а також пізніших етапів в історії лінгвістики, зокрема американської структурної лінгвістики 1940-х — 1950-х років :241—242

## В англійській
На відміну від таких мов, як французька (Французька академія) або італійська (Академія делла Круска), в англійській мові немає органу, який встановлював би загальні правила. Тому в якості авторитетним джерелом можуть бути використані різні публікації. З іншого боку, існує думка, що через те, що єдиної норми не існує, правильність визначається поширеністю, ясністю, традицією, посиланнями на авторитет і ін. Список дискусійних питань в англійській граматиці. Критики прескриптивізму в англійській мові також підкреслюють, що правила часто роблять будь-який варіант мови (частіше британський) «більш правильним», на шкоду іншим[джерело?].